# Solandra brevicalyx
Solandra brevicalyx là loài thực vật có hoa trong họ Cà. Loài này được Standl. miêu tả khoa học đầu tiên năm 1940.